# خوان رومن پوچتا
خوان رومن پوچتا (انگلیسی: Juan Román Pucheta؛ زادهٔ ۱۱ ژوئیهٔ ۲۰۰۲) بازیکن فوتبال است.